# Autotelaio
L'autotelaio è la parte strutturale di alcune autovetture, prive delle carrozzerie.

## Storia

L'autotelaio Lancia Aprilia destinato ai carrozzieri.

In precedenza all'avvento della scocca portante che, a partire dagli anni sessanta, ha sostanzialmente monopolizzato la tipologia costruttiva automobilistica nella produzione di serie, le automobili venivano realizzate partendo da un pianale o telaio, destinato ad accogliere il propulsore e i necessari organi meccanici, sul quale veniva poi posta "a cappello" e fissata la carrozzeria.

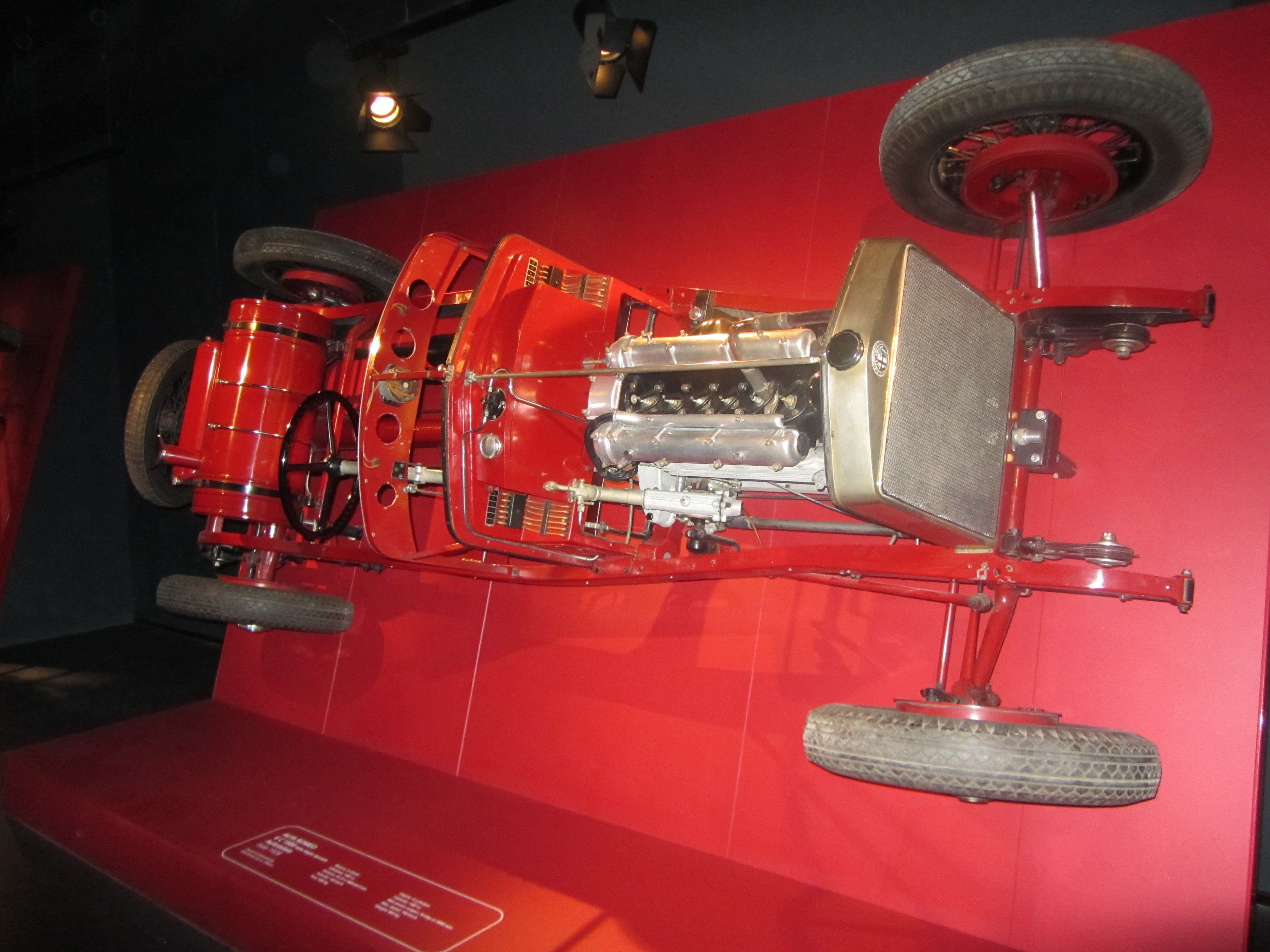
Autotelaio di un'Alfa Romeo 6C 1500 "Mille Miglia Speciale"; notare la presenza degli organi meccanici e l'assenza della carrozzeria

Tale sistema costruttivo, più costoso della moderna scocca portante, risulta però assai più adatto a modifiche o personalizzazioni. Infatti, data l'assenza di funzione strutturale della carrozzeria, questa può essere realizzata con ampia possibilità di scelta circa il tipo e la foggia.
Molti furono i tentativi dei vari costruttori e progettisti europei per giungere alla scocca portante, il primo esempio si ha con la Lancia Lambda prodotta a partire dal 1923, successivamente altri costruttori introdussero altri modelli, come la Citroën 2CV e Volkswagen Maggiolino che furono realizzati nella seconda metà degli anni trenta con l'impiego di scocche semiportanti o collaboranti. Negli Stati Uniti la scocca portante fu brevettata dalla carrozzeria Budd, che applicò il suo sistema "Unibody" sui modelli Nash a partire dal 1941, oltre a fornire la necessaria consulenza alla Fiat per la costruzione del modello "1400", prima vettura italiana a scocca portante prodotta in grande serie.
L'abbandono del sistema a pianale rappresentò l'inizio del declino dei numerosi e prestigiosi carrozzieri italiani che, costretti ad acquistare le vetture complete di carrozzeria, subirono una pesante limitazione alle possibilità di modifica e un altrettanto pesante aumento delle spese di realizzazione del prodotto.
| Controllo di autorità | Thesaurus BNCF 39570 |